# Dothenses
Dothenses fue una población de la antigua Numidia cuya localización se desconoce, pero que podría estar situada no muy lejos de la gruta de Djebel-Taya y de Thibilis, en la región actual de Guelma (Argelia ). La existencia de esta ciudad se conoce gracias a las numerosas inscripciones votivas dedicadas al dios Bacax, grabadas en las paredes de la gruta de Djebel-Taya. En cinco de ellas, se menciona a unos magistrados de la comunidad de los Dothenses, que serían los encargados de realizar ofrendas anuales a la deidad en los meses de primavera.